# Rock ’n’ Roll Realschule
Rock ’n’ Roll Realschule ist ein Unplugged-Album der deutschen Punkrock-Band Die Ärzte. Singleauskopplung war die Doppel-A-Seite „Komm zurück/Die Banane“. Der Name ist eine Abwandlung des Titels Rock ’n’ Roll Highschool der Ramones.

## Hintergrund
Am 31. August 2002 gaben die Ärzte in der Aula des Albert-Schweitzer-Gymnasiums in Hamburg ihr erstes Unplugged-Konzert. Nach Herbert Grönemeyer und den Fantastischen Vier waren die Ärzte der dritte deutschsprachige Interpret, für den ein MTV-Unplugged-Konzert veranstaltet wurde. Begleitet wurden die drei Musiker vom Schulorchester und -chor sowie dem Perkussionisten Markus Paßlick. Bei einzelnen Liedern kamen zusätzliche Instrumente wie eine Singende Säge, eine Sitar, Xylophone, Banjos und ein Bass zum Einsatz. Bela nutzt als Erweiterung des Schlagzeugs Gegenstände wie Ketten und Metallschrott.
In den etwa sechsstündigen, konzertähnlichen Aufzeichnungsarbeiten spielten die Ärzte ein Potpourri aus ihrem Repertoire, das zu diesem Zeitpunkt rund 300 Songs umfasste. Aus den Mitschnitten veröffentlichten die Ärzte am 4. November 2002 die CD Rock ’n’ Roll Realschule (etwa 70 Minuten lang), die auch – mit einem zusätzlichen Track – als Doppel-Vinyl erschien. Am 6. Dezember erschien die gleichnamige DVD (150 Minuten) mit umfangreichem Bonusmaterial, so das Lied Dauerwelle vs. Minipli in einer mit elektrischen Instrumenten und entsprechendem Outfit am Black Metal angelehnten Version sowie Videoclips und Probeaufnahmen für das Unplugged-Konzert. Eine Umbaupause entstand durch einen technischen Defekt, bei dem Licht und Farins Gitarre ausfielen. Die über zehn Minuten wurden mit einer improvisierten Fassung von Ein Loch ist im Eimer überbrückt, bis Farin auf Rods Gitarre weiterspielen konnte.

## Lieder
Wie bei den Ärzten üblich wurden manche Texte gegenüber den Studioversionen abgeändert. So heißt es in Ignorama statt „... haben die Backstreet Boys sich aufgelöst“ „... haben sich Bro'Sis endlich aufgelöst“. Am deutlichsten ist dies beim Stück Zu spät, wo der reiche Protagonist seine Freundin an einen armen Nebenbuhler verliert, während im Original die umgekehrte Situation der Fall ist.
Mit Monsterparty ist zudem ein älterer Song enthalten, der zuvor nie live gespielt, sondern lediglich auf der Lesetour 2001 in einer A-cappella-Version angedeutet worden war.
Die Ärzte nahmen auch eine Unplugged-Version vom Schlaflied auf, das wegen seiner Indizierung jedoch unveröffentlicht blieb, bis es 2005 als Video-Track auf dem Album Devil erschien.
Neben dieser Auskoppelung befinden sich auf der Single drei weitere Lieder, die nicht auf dem Album zu finden sind: Ist das alles? (nur auf der Vinylversion), Sommer, Palmen, Sonnenschein und 3-Tage-Bart.

## Titelliste
| 1. Schrei nach Liebe (Farin Urlaub, Bela B.) – 3:54 2. Ich ess Blumen (Bela B.) – 3:23 3. Langweilig (Farin Urlaub) – 3:42 4. Meine Ex(plodierte Freundin) (Farin Urlaub) – 2:04 5. Monsterparty (Bela B., Farin Urlaub) – 3:28 6. Hurra (Farin Urlaub) – 3:46 7. Kopfhaut (Farin Urlaub/Farin Urlaub, Bela B., Hans Runge) – 2:42 8. Zu spät (Farin Urlaub) – 3:41 9. Westerland (Farin Urlaub) – 4:18 10. ½ Lovesong (Rodrigo Gonzalez/Bela B., Rodrigo Gonzalez) – 4:14 11. Komm zurück (Farin Urlaub) – 3:29 12. Der Graf (Bela B.) – 3:34 13. Ignorama (Bela B., Rodrigo Gonzalez/Bela B.) – 2:58 14. Is ja irre (Farin Urlaub) – 1:36 15. Bitte bitte (Farin Urlaub) – 2:59 16. Mit dem Schwert nach Polen, warum René? (Bela B., Rodrigo Gonzalez/Bela B.) – 4:36 17. Die Banane (Bela B., Rodrigo Gonzalez/Bela B.) – 4:59 18. Manchmal haben Frauen … (Bela B.) – 5:28 19. Medley – 4:59 - Ohne Dich (Farin Urlaub) - Paul (Farin Urlaub) - Quark (Farin Urlaub) - Schunder-Song (Farin Urlaub) - Meine Freunde (Farin Urlaub) - Nie wieder Krieg, nie mehr Las Vegas! (Farin Urlaub) - Rettet die Wale (Farin Urlaub) - Der Lustige Astronaut (Farin Urlaub) - Las Vegas (Bela B.) | 1. Tittenmaus 2. Sommer, Palmen, Sonnenschein 3. Hurra 4. Ich ess Blumen 5. Langweilig 6. Meine Ex(plodierte Freundin) 7. Monsterparty 8. Kopfhaut 9. Ist das alles? 10. Schrei nach Liebe 11. Zu spät 12. Westerland 13. ½ Lovesong 14. Komm zurück 15. Der Graf 16. Lieber Tee 17. Ignorama 18. Is ja irre 19. Bitte bitte 20. Mit dem Schwert nach Polen, warum René? 21. 3-Tage-Bart 22. Die Banane 23. Manchmal haben Frauen … 24. Medley - Ohne Dich - Paul - Quark - Schunder-Song - Meine Freunde - Nie wieder Krieg, nie mehr Las Vegas! - Rettet die Wale - Der Lustige Astronaut - Las Vegas 25. Gute Nacht |